# Cinteteo
Cinteteo (em náhuatl, "deuses do milho"), na mitologia asteca, são os deuses personificadores das espigas do milho, os deuses menores do milho que aparecem coloridos e em procissão no Códice Borbônico, subordinados a Centeotl, o deus do milho. Os deuses Cinteteo foram criados por Quetzalcóatl, e são: Iztauhquicintéotl, deidade do milho branco, Cozauhquicintéotl, deidade do milho amarelo, Tlatlauhquicintéotl, deidade do milho vermelho, Yayauhquicintéotl, deidade do milho preto.